# かながわのまちなみ100選

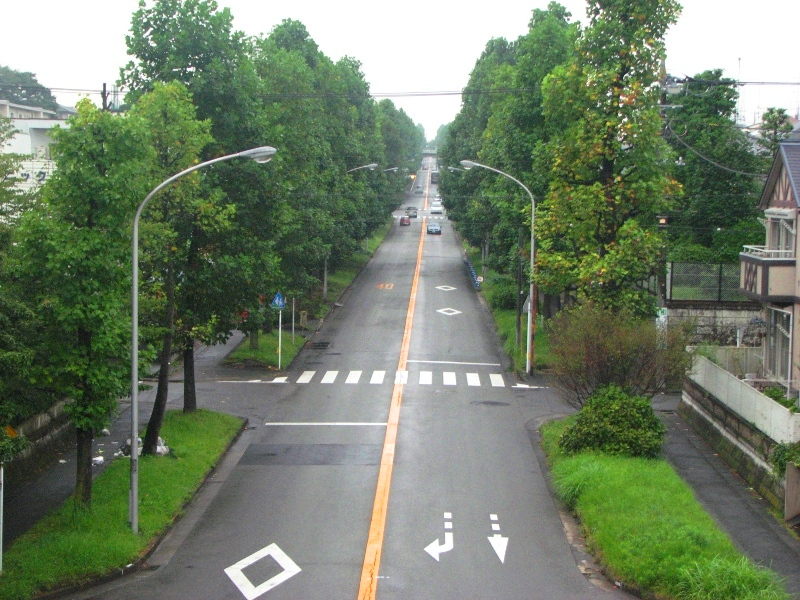
美しが丘

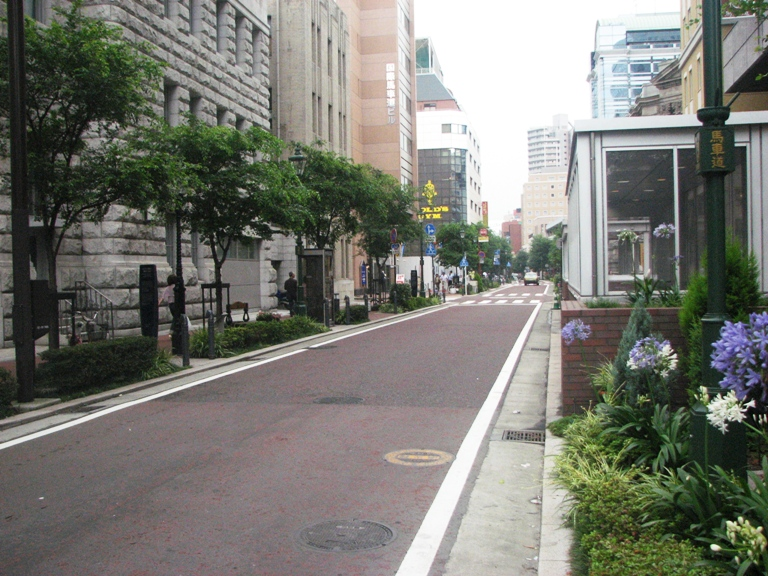
馬車道

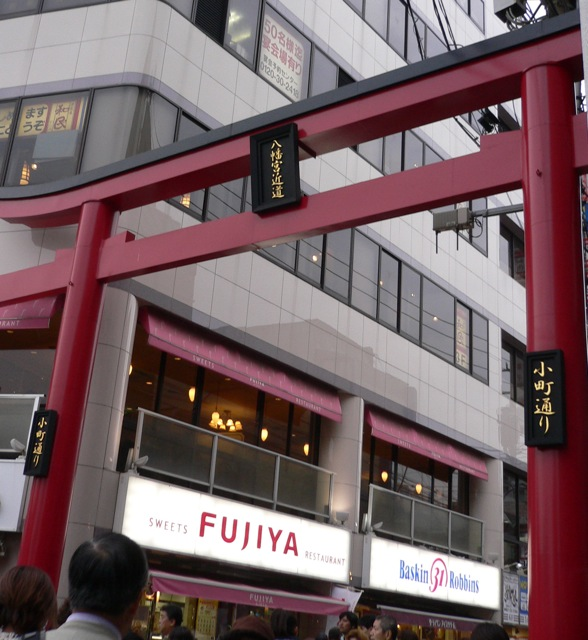
鎌倉・小町通り

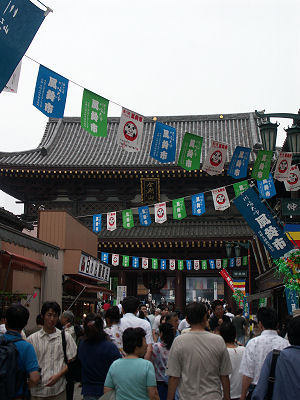
川崎大師仲見世

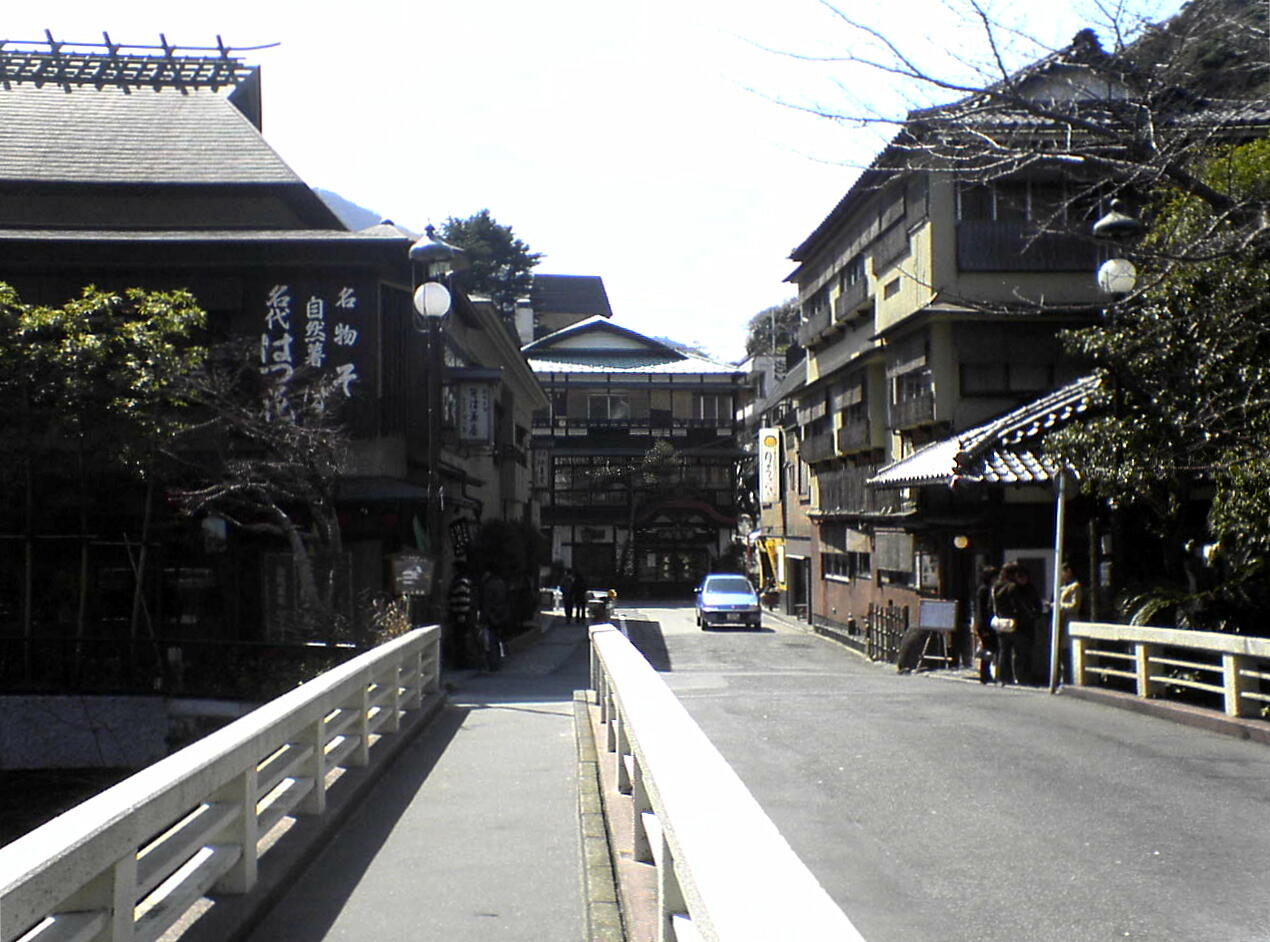
箱根湯本温泉街

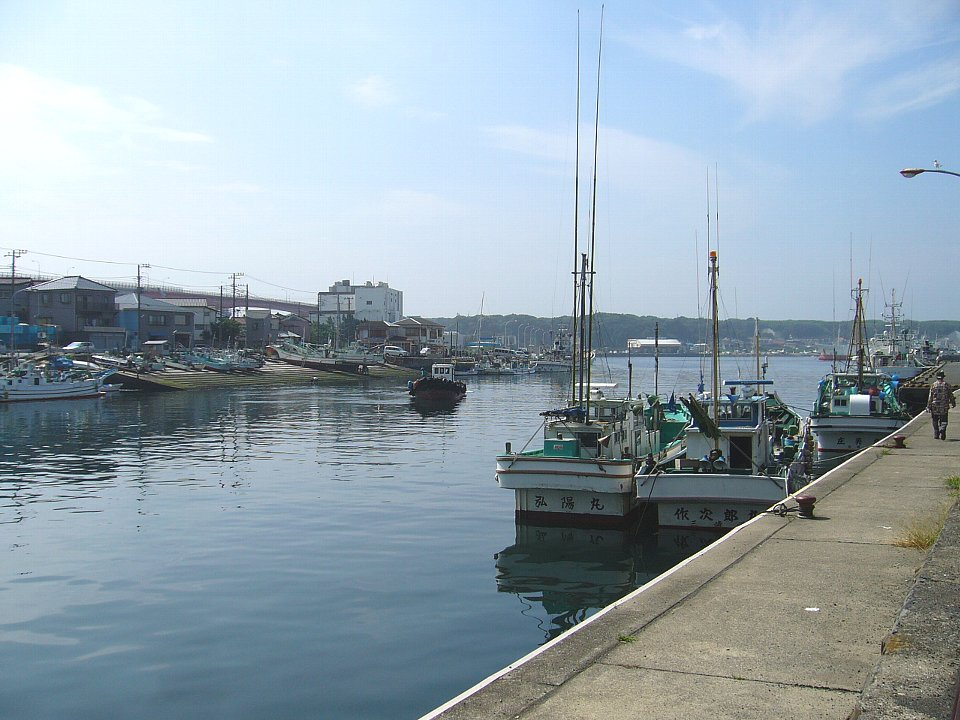
三崎漁港

かながわのまちなみ100選（かながわのまちなみひゃくせん）は、神奈川県が1987年に選定した、神奈川を代表する街並み。

## 概要
1976年から選定が始まった「かながわの50選・100選シリーズ」の第11回目に当たる。街の性格により、住宅街を中心とした「すまいのまちなみ」（36ヶ所）、オフィス街や商店街中心の「しごとのまちなみ」（30ヶ所）、宿場町や温泉街などの「歴史のまちなみ」（24ヶ所）、農業地域や漁港など「ふるさとのまちなみ」（10ヶ所）の4種類に分かれる。
選定委員長は神奈川新聞主筆兼論説主幹（委員会発足当時）の内山陸雄、副委員長は開高健や主要新聞社横浜支局長など21名。1986年6月24日に第1回選定委員会が開かれ、翌年1月29日の第3回選定委員会において、一般応募・市町村推薦480ヶ所の中から100ヶ所が決定、2月17日に発表された。
なお、神奈川県は「かながわの50選・100選」シリーズの改訂・更新はないとしている。

## 一覧
1から36までは「すまいのまちなみ」、37から66までは「しごとのまちなみ」、67から90までは「歴史のまちなみ」、91から100までは「ふるさとのまちなみ」。
掲載順は下記参考文献に沿い、市町村は選定当時のものによる。
1. 平塚・松風町住宅街（平塚市松風町）
2. 鎌倉山桜並木周辺（鎌倉市鎌倉山）
3. 鵠沼松が岡界隈（藤沢市鵠沼松が岡）
4. 藤沢長後・生垣のある通り（藤沢市長後）
5. 小田原・武家屋敷周辺（小田原市南町）
6. 茅ヶ崎・高砂通り周辺（茅ヶ崎市東海岸北・南）
7. 逗子浜田旧別荘地（逗子市逗子）
8. 秦野・平沢湧水群の里（秦野市平沢）
9. 大和・南林間都市住宅街（大和市南林間）
10. 伊勢原・渋田川沿い（池田神社・八幡神社付近）（伊勢原市上谷、下谷）
11. 座間・四ツ谷公民館前の通り（座間市四ッ谷）
12. 葉山御用邸、三ヶ岡の海岸通（葉山町一色）
13. 大磯・白岩神社、古屋敷周辺（大磯町西小磯、東小磯）
14. 二宮・蘇峰記念館前の通り（二宮町二宮）
15. 大井金子・生垣のある通り（大井町金子）
16. 松田・町屋界隈（松田町松田惣領）
17. 山北・御殿場線沿い桜並木の通り（山北町山北）
18. 横浜・能見台住宅地（横浜市金沢区能見台）
19. 横浜・美しが丘（小中学校周辺）（横浜市緑区（現：青葉区）美しが丘）
20. 川崎・有馬植木の里 （川崎市宮前区有馬）
21. 川崎・王禅寺住宅街（中第一公園周辺）（川崎市麻生区王禅寺）
22. 逗子・披露山庭園住宅（逗子市小坪）
23. 鎌倉逗子ハイランドの桜並木周辺（逗子市久木）
24. 南足柄・藤和グリーンヒル（南足柄市塚原）
25. 綾瀬・綾西緑地沿い（綾瀬市綾西）
26. 城山・若葉台団地（城山町若葉台）
27. 仙石原別荘地（箱根町仙石原）
28. 川崎・栗平タウンハウス街（川崎市麻生区白鳥）
29. 横浜・汐見台団地（横浜市磯子区汐見台）
30. 横浜・若葉台団地（横浜市旭区若葉台
31. 茅ヶ崎・中央公園パークタウン（茅ヶ崎市茅ヶ崎）
32. 東戸塚駅東口周辺（横浜市戸塚区品濃町）
33. 横須賀・マボリシーハイツ（横須賀市馬堀海岸）
34. 藤沢・湘南ライフタウン（藤沢市大庭、遠藤）
35. 横浜･大岡川プロムナード沿い（横浜市南区花の木町・大橋町）
36. 相模原大野台・相模緑道沿い（相模原市大野台）
37. 元町商店街（横浜市中区元町）
38. イセザキモール（横浜市中区伊勢佐木町）
39. 中華街（横浜市中区山下町）
40. 馬車道（横浜市中区本町-港町）
41. 横浜駅周辺（横浜市西区高島、南幸）
42. 川崎駅東口周辺（川崎市川崎区駅前本町-富士見町）
43. 平塚モール街（平塚市紅谷町）
44. 藤沢駅周辺（藤沢市藤沢、南藤沢、鵠沼東）
45. たまプラーザ駅周辺（横浜市緑区（現：青葉区）美しが丘）
46. 本厚木駅北口周辺（厚木市中町）
47. 横浜・生麦魚河岸通り（横浜市鶴見区生麦）
48. 横浜・六角橋商店街（横浜市神奈川区六角橋）
49. 横浜橋通商店街（横浜市南区真金町）
50. 横須賀・ドブ板通り（横須賀市本町）
51. 鎌倉・小町通り（鎌倉市小町）
52. 大船・仲通商店街（鎌倉市大船）
53. 小田原・おしゃれ横丁（小田原市栄町）
54. 逗子海岸沿い（逗子市新宿）
55. 伊勢原・中央通り（伊勢原市伊勢原）
56. 海老名・さくら並木商店街（海老名市東柏ケ谷）
57. 真鶴・宿浜通り（真鶴町真鶴）
58. 日本大通り（横浜市中区日本大通）
59. 関内駅南口周辺（横浜市中区港町）
60. 山下公園前通りから新港埠頭、海岸通（横浜市中区山下町、新港町、海岸通）
61. 相模原市役所前通り（相模原市相模原、中央、富士見）
62. 厚木・森の里（厚木市森の里）
63. 秦野・文化施設と工場街（秦野市平沢）
64. 横浜・磯子工場街（横浜市磯子区新磯子町、新杉田町）
65. 川崎・浮島町、千鳥町工場街（川崎市川崎区浮島町、千鳥町）
66. 厚木愛川・内陸工業団地（厚木市上依知、愛川町中津）
67. 江の島参道から片瀬州鼻通り（藤沢市片瀬海岸、江の島）
68. 秦野・御師の里（秦野市蓑毛）
69. 大山参道（伊勢原市大山）
70. 大雄山参道（南足柄市大雄町）
71. 寒川神社周辺（寒川町宮山）
72. 小田原城お堀端界隈（小田原市栄町、城内）
73. 浦賀港周辺（横須賀市西浦賀、東浦賀）
74. 横浜･山手本通り（横浜市中区山手町）
75. 平塚金目・自由民権の里（平塚市金目）
76. 厚木荻野・自由民権の里（厚木市荻野）
77. 旧神奈川宿（横浜市神奈川区神奈川本町）
78. 大磯・化粧坂通り（大磯町高麗）
79. 箱根畑宿旧街道（箱根町畑宿）
80. 川崎高津・大山道（川崎市高津区二子、溝の口、下作延）
81. 大和・旧鶴間宿（大和市下鶴間）
82. 相模湖・小原本陣周辺（相模湖町小原）
83. 相模原東橋本・長屋門のある通り（相模原市東橋本）
84. 川崎大師周辺（川崎市川崎区大師町）
85. 鎌倉・若宮大路（鎌倉市雪ノ下、小町）
86. 鎌倉・宅間ガ谷（鎌倉市浄明寺）
87. 鶴巻温泉街（秦野市鶴巻）
88. 湯本温泉街（箱根町湯本）
89. 宮ノ下温泉街（箱根町宮ノ下）
90. 湯河原温泉街（湯河原町宮上、奥湯河原）
91. 小田原曽我・梅とみかんの里（小田原市曽我谷津、曽我別所）
92. 中井下井ノ口・草葺のある里（中井町）
93. 開成金井島・小川と草葺のある里（開成町）
94. 愛川・八菅橋周辺（愛川町）
95. 清川・片原、柳梅集落（清川村）
96. 横浜・柴漁港周辺（横浜市金沢区柴町）
97. 横須賀・佐島港沿い（横須賀市佐島）
98. 三崎の港町（三浦市）
99. 津久井・平井橋周辺（津久井町）
100. 藤野・和田集落（藤野町）